# Alemães
Definem-se, hoje, como alemães (em alemão:  Deutsche) as pessoas que têm a nacionalidade alemã, qualquer que seja a sua origem étnica, cultural ou religiosa.
O conceito de quem é alemão sofreu ao logo da história bastantes variações. Até o século XIX, o critério não era de ordem política, mas eram considerados alemães todos os falantes dos dialetos alemães, ou seja, principalmente os habitantes dos territórios hoje pertencentes à República Federal da Alemanha (em alemão, Bundesrepublik Deutschland), à Áustria e à maior parte da Suíça. Esta situação explicava-se, antes de tudo, pelo desmoronamento do Sacro Império Romano-Germânico e a constituição, no espaço geográfico em questão, de grande número de unidades políticas, geralmente de pequenas dimensões. Com a fundação, em 1871, de um Estado alemão abrangente, o Império Alemão — que excluía a Áustria e a Suíça — o conceito de ser alemão passou a ser reduzido para os habitantes do território do novo país ou àqueles que lá têm origens. Os austríacos e os suíços de língua alemã devem desde então ser classificados como alemães étnicos, do mesmo modo como minorias noutros países como a Bélgica e a Itália (na província autônoma de Alto Adige), mas também vários países da Europa do Leste — desde a Rússia, os Países Bálticos e a Polónia até à República Checa, a Hungria e a Roménia.

## Origem do termo "alemão"
Do baixo latim alamanus, com o mesmo significado, tomada do germânico Alemannen, usado para referir-se a uma importante etnia que se constituiu no sul-oeste do território hoje pertencente à República Federal da Alemanha (em alemão, Bundesrepublik Deutschland). Formas derivadas encontra-se em várias línguas românicas — para além do português, no francês "allemand" e no espanhol alemán. Porém cabe observar que não foi retomado por outras línguas: o termo usado na própria língua alemã é Deutsch e está na origem do tedesco em italiano, do duits em neerlandês, e do tysk nas línguas escandinavas ~- enquanto o equivalente em inglês é German e em finlandês e estónio saksa (derivado de Sachsen ("saxónio").
Quanto ao gentílico 'germano', que também se aplica aos alemães, provém do latim Germanus, derivado do germânico germannen ("homens da lança"), vocábulo com que se denominavam os povos que habitavam a Europa Central, num território aproximadamente equivalente ao da atual Alemanha, chamado de Germania, termo que é atualmente utilizado pelo italiano e fonte do inglês Germany (enquanto outras línguas retomaram do latim a designação Alemania, termo que pelos romanos foi usado paralelamente a Germani).
O termo 'teutônico', ou a forma 'teuto', com o plural gentílico 'teutões' provem do plural latino Teutoni, povo germânico da antiguidade que migrou durante gerações da Escandinávia até aos confins do Império Romano. O vocábulo por sua vez é oriundo do indo-europeu teuta, mesma origem do termo com o qual os alemães se denominam, Deutsch, e denominam sua terra, Deutschland ("terra alemã").

## A etnia alemã e a sua presença no mundo
São consideradas alemãs étnicos aquelas pessoas que falam a língua alemã, seguem a cultura dominante da Alemanha/Áustria/Suíça e possuem origens no espaço germanófono (em alemão deutscher Sprachraum). Atualmente, a maioria dos alemães étnicos vive no território da República Federal da Alemanha. Até a década de 1920, a maior parte da população da Áustria se considerava alemã, mas hoje em dia, após anos de independência, apenas entre 5–10% dos austríacos declararam-se como etnicamente alemães, apesar de todos (salvo ínfimas minorias de origem eslavo) serem alemães étnicos. O terceiro país que, predominantemente, faz parte do "espaço germanófono" é a Suíça, que, naturalmente, inclui fortes minorias de língua francesa e italiana bem como uma pequena minoria reto-românica. Pertencem ainda ao mesmo espaço o Luxemburgo (que tem uma minoria de francófonos e outra de lusófonos) e o Liechtenstein. Como é evidente, os habitantes da Alemanha, da Áustria, da Suíça, do Luxemburgo e do Liechtenstein têm hoje identidades sociais nacionais claramente distintas, referidas aos estados a que pertencem.
Fora do "espaço germanófono" existem populações etnicamente alemãs, maiores ou menores, numa grande diversidade de países.

### Europa
Na Itália existe uma população de cerca de 400 000 pessoas na região autônoma do Tirol Meridional (em alemão:  Südtirol, em italiano:  Alto Adige) que falam a língua alemã. Trata-se de uma parcela do Império Austro-Húngaro que, por razões históricas, foi anexada pela Itália, após a Primeira Guerra Mundial. Na região de Alsácia e Lorena, na França, a população é na sua maioria etnicamente alemã, e ao longo da história as duas regiões pertenceram durante longos períodos à Alemanha, durante outros à França. Desde o fim da Primeira Guerra Mundial, a França seguiu uma política assimilacionista que fez com que hoje apenas uma minoria ainda fale o alemão, embora os falantes do dialeto alemão alsaciano sejam cerca de 1,5 milhão. Outras populações falantes do alemão podem ser encontradas nos Países Baixos (300 mil), Bélgica (60 mil)  e Dinamarca (15 mil). No primeiro caso, trata-se do resultado de migrações transfronteiriças que vão nos dois sentidos. Na Bélgica trata-se de uma das três comunidades linguísticas oficialmente definidas, com a particularidade de que a "Comunidade de Língua Alemã" compreende, para além das pessoas de nacionalidade belga, um contingente crescente de nacionais da Alemanha que decidiram fixar-se naquela parte da Bélgica. No caso da Dinamarca existe uma larga zona, que se estende de ambos os lados da fronteira com a Alemanha, onde alemães e dinamarqueses se misturam; deste modo, existe na Alemanha uma Comunidade de Língua Dinamarquesa, oficialmente reconhecida como tal, e na Dinamarca o equivalente para os alemães étnicos.
Nos países vizinhos ou próximos da Alemanha, como a Polônia, a República Checa, a Hungria e a Roménia, a população etnicamente alemã sempre foi numerosa; porém, após a Segunda Guerra Mundial, a maioria dessas populações foi expulsa pelos governos desses países (com exceção da Hungria) ou de tal modo limitada nos seus direitos que preferiu voltar para a Alemanha; mesmo assim, permanecem naqueles países minorias relativamente significativas. Na Rússia, os alemães do Volga representam uma significativa população desde o século XVIII. Durante a Segunda Guerra Mundial, foram deslocados para a Sibéria e para o Cazaquistão. Muitos deles voltaram para a Alemanha, mas também neste caso mantém-se na Rússia uma comunidade significativa.

### África e Oceania
Na África, a maior parte da população etnicamente alemã vive na Namíbia, onde forma 6% da população (150 mil).
A Austrália recebeu um grande número de imigrantes alemães e seus descendentes formam 4% da população (750 mil).

### Américas

#### América do Norte
Fora da Alemanha, a maioria das pessoas etnicamente alemãs vivem na América do Norte, principalmente nos Estados Unidos. Isso se deve ao fato da grande imigração de alemães ocorrida nos séculos XIX e XX. No censo de 2000, 44 milhões de norte-americanos (15% da população) declararam ter ascendência alemã, porém, apenas 1,5 milhão são falantes da língua alemã. A etnia alemã é a mais numerosa nos Estados Unidos. No Canadá, 2,7 milhões de pessoas declararam ter ascendência alemã (9% da população).

#### América Latina
Depois dos Estados Unidos, o Brasil possui a maior população etnicamente alemã. Baseado em estimativas, aproximadamente 5 milhões de brasileiros (3% da população) possuem ascendência alemã. Cerca de 600 000 argentinos (2% da população) possuem ascendência alemã, no Chile 500 000 a 600 000 pessoas (4% da população) possuem ascendência alemã. Significativas populações podem ser encontradas no Paraguai, México, Peru e outros países latino-americanos.

#### Alemães no Brasil

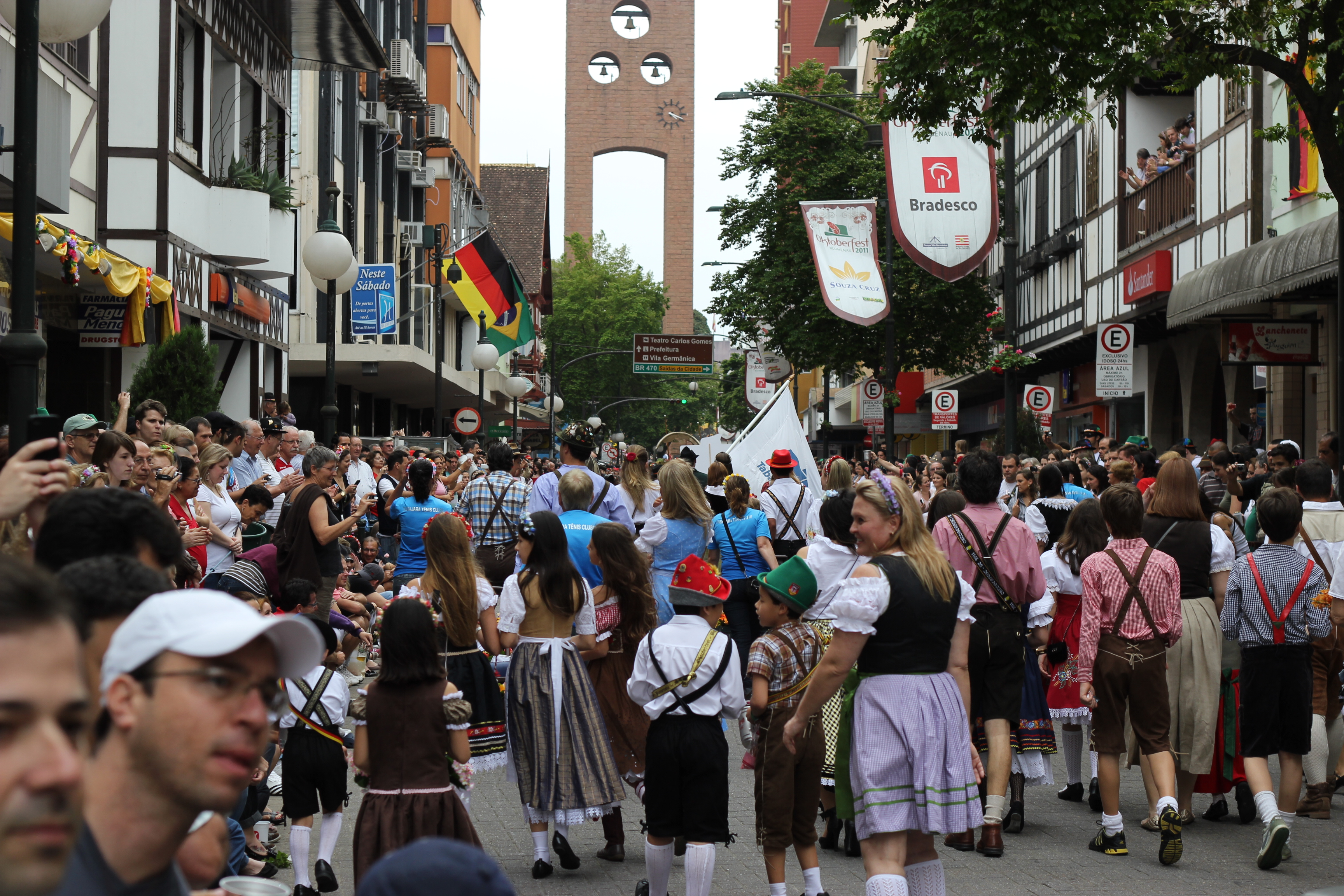
Blumenau, Santa Catarina, Brasil, onde ocorre a maior oktoberfest fora da Alemanha

Nos séculos XIX e XX, o Brasil recebeu um importante fluxo de imigrantes alemães. A imigração começou na primeira metade do século XIX, quando ainda não havia um Estado alemão formado, mas diversos reinos que formavam os Estados Alemães. O Sul do Brasil absorveu a maior parte desses imigrantes, que se dedicaram à agricultura familiar. Ainda hoje, nas regiões brasileiras em que imigraram, a influência alemã é visível.
Segundo a publicação norte-americana Ethnologue, no final da década de 1990 havia mais de 200 mil falantes de alemão no Brasil e cerca de 128 milhões de falantes no mundo, No Brasil, a maior concentração é nos estados do Rio Grande do Sul, Santa Catarina, Paraná, Rio de Janeiro, São Paulo e Espírito Santo.[carece de fontes?] Em Petrópolis, região serrana do estado do Rio de Janeiro, há registros da chegada dos primeiros alemães em novembro de 1837, provenientes de Havre na França. A imigração alemã para o Brasil meridional nos últimos 180 anos fez nascer um dialeto próprio, que tem sua raiz no dialeto Hunsrückisch, falado no sudoeste da Alemanha. O dialeto sofreu interferência da língua falada no Brasil, o português e de línguas de outras comunidades imigrantes que viviam no Sul do Brasil dando origem ao Hunsriqueano rio-grandense e Katarinensisch. Há outros dialetos alemães falados no Brasil, entre eles o pomerano, falado no município Pomerode em Santa Catarina e no interior do Espírito Santo, em Santa Maria de Jetibá (cidade com população formada por 70% de descendentes pomeranos); o Vestfaliano no município Westfalia (Rio Grande do Sul), Teutônia, Rio Fortuna; o plattdüütsch e Plattdietsch — falado Castro e Colônia Witmarsum no Paraná, — e o Schwäbisch nas colónias de Entre Rios em Guarapuava no Paraná.
O uso da língua alemã no Brasil entrou em declínio na década de 1930, quando foi proibida pelo ex-presidente Getúlio Vargas, durante a ditadura do Estado Novo. O Brasil havia declarado guerra à Alemanha e os imigrantes alemães não podiam mais falar seu idioma natal. Alguns continuaram falando seus dialetos em casa e em lugares privados, mas a maioria acabou por adotar definitivamente o português como língua.
Dos cinco milhões de brasileiros que possuem ascendentes alemães, são poucos aqueles que ainda mantêm laços afetivos com a Alemanha. Todavia, há um significativo número de teuto-brasileiros que se consideram primariamente alemães, principalmente as gerações mais antigas em zonas rurais e isoladas do Sul do Brasil. Embora assimilada, é inegável a contribuição da cultura germânica à cultura do Brasil, como por exemplo a Oktoberfest realizado em cidades como Blumenau, a Bauernfest em Petrópolis — RJ, a Münchenfest em Ponta Grossa, a pommerfest em Santa Maria de Jetibá, e em diversas manifestações culturais que ocorrem sobretudo no sul do país, em São Paulo e no Espírito Santo.
Os alemães, atrás apenas dos italianos, são a principal etnia no Sul do Brasil.
| Imigração alemã para o Brasil (1824–1969) Fonte: Instituto Brasileiro de Geografia e Estatística (IBGE) |                      |  |
| Período                                                                                                 | Número de imigrantes |  |
| 1824–47                                                                                                 | 8 176                |  |
| 1848–72                                                                                                 | 19 553               |  |
| 1872–79                                                                                                 | 14 325               |  |
| 1880–89                                                                                                 | 18 901               |  |
| 1890–99                                                                                                 | 17 084               |  |
| 1900–09                                                                                                 | 13 848               |  |
| 1910–19                                                                                                 | 25 902               |  |
| 1920–29                                                                                                 | 75 801               |  |
| 1930–39                                                                                                 | 27 497               |  |
| 1940–49                                                                                                 | 6 807                |  |
| 1950–59                                                                                                 | 16 643               |  |
| 1960–69                                                                                                 | 5 659                |  |
| |                      |  |